# Новокарьявдинский сельсовет
Новокарьявдинский сельсове́т (баш. Яңы Ҡаръяуҙы ауыл советы) — упразднённая в 2008 году административно-территориальная единица и сельское поселение (тип муниципального образования) в составе Чекмагушевского района Башкортостана. Административный центр — село Новые Карьявды.
Код ОКАТО — 80256830000.

## География
Протекает река Базы, её притоки ручей Ягор-Томак, река Каче-Елга

### Географическое положение
На 2008 год граничил с муниципальными образованиями: Шаранский район, Резяповский сельсовет, Новобалтачевский сельсовет, Юмашевский сельсовет (приложение 51ж к Закону Республики Башкортостан от 17.12.2004 N 126-з (ред. от 19.11.2008) «О границах, статусе и административных центрах муниципальных образований в Республике Башкортостан»).

## Состав
- с. Новые Карьявды — административный центр,
- с. Верхние Карьявды,
- с. Нижние Карьявды,
- д. Новосурметово,
- с. Старосурметово,
- д. Чияликулево,
- д. Чишма-Каран,
- с. Яна Бирде

## История
В 2008 году исключён из учётных данных. Согласно Закону Республики Башкортостан от 19.11.2008 N 49-з «Об изменениях в административно-территориальном устройстве Республики Башкортостан в связи с объединением отдельных сельсоветов и передачей населённых пунктов», были
изменены границы Резяповского, Новобалтачевского и Новокарьявдинского сельсоветов, с передачей сёл Старосурметово, Яна Бирде, деревни Новосурметово в состав Резяповского сельсовета, сёл Верхние Карьявды, Нижние Карьявды, Новые Карьявды, деревень Чишма-Каран, Чияликулево в состав Новобалтачевского сельсовета.

## Транспорт
Автодороги Новобалтачево — Верхние Карьявды, Новобалтачево — Байбулатово, Чекмагуш — Шаран, Чекмагуш — Бакалы.